# I wiek p.n.e.
I wiek przed naszą erą (p.n.e.) – ostatni wiek przed naszą erą, liczoną od daty narodzin Jezusa Chrystusa. Rozpoczął się 1 stycznia (pierwszego dnia) 100 r. p.n.e. i zakończył 31 grudnia (ostatniego dnia) 1 r. p.n.e.
<>

## Urodzili się
- 70 p.n.e. 15 października – Wergiliusz, poeta rzymski
- 66 p.n.e. – Oktawia Młodsza, jedyna córka Gajusza Oktawiusza
- 65 p.n.e. 8 grudnia – Horacy, poeta liryczny rzymski
- 60 p.n.e. – Dionizjusz z Halikarnasu, historyk i retor rzymski (autor historii Rzymu w 20 księgach)
- około 59 p.n.e. – Liwiusz, historyk rzymski
- około 50 p.n.e. – Marek Antistiusz Labeo, prawnik rzymski (autor 400 ksiąg prawniczych)
- 43 p.n.e. – Owidiusz, poeta rzymski
- przed 20 p.n.e. – Maryja
- około 6 p.n.e. – Jezus z Nazaretu

## Zmarli
- 82 p.n.e. – Kwintus Mucjusz Scewola, prawnik rzymski (prawo cywilne)
- 58 p.n.e. – Gajusz Oktawiusz, członek ekwickiej gałęzi rzymskiego ród Oktawiusze
- 56 p.n.e. – Lukullus, wódz i polityk rzymski
- 48 p.n.e. (28 września) – Gnejusz Pompejusz Magnus, wódz i polityk rzymski
- 46 p.n.e. – Wercyngetoryks, król galijskich Arwernów
- 44 p.n.e.
  - 15 marca – Juliusz Cezar, dyktator Rzymu, zginął po 23 ciosach swoich współtowarzyszy, w tym jednym śmiertelnym
  - Burebista – król Daków
- 43 p.n.e. (7 grudnia) – Marek Tulliusz Cycero, rzymski polityk, mówca i filozof
- 30 p.n.e. – Marek Antoniusz, wódz i polityk rzymski
- 27 p.n.e. – Marek Terencjusz Warron, rzymski uczony i pisarz
- 19 p.n.e. (21 września) – Wergiliusz, poeta rzymski
- 11 p.n.e. – Oktawia Młodsza, córka Gajusza Oktawiusza
- 12 p.n.e. – Marek Wipsaniusz Agryppa, wódz i polityk rzymski
- 8 p.n.e. (27 listopada) – Horacy, poeta rzymski
- 4 p.n.e. – Herod I Wielki, król państwa żydowskiego

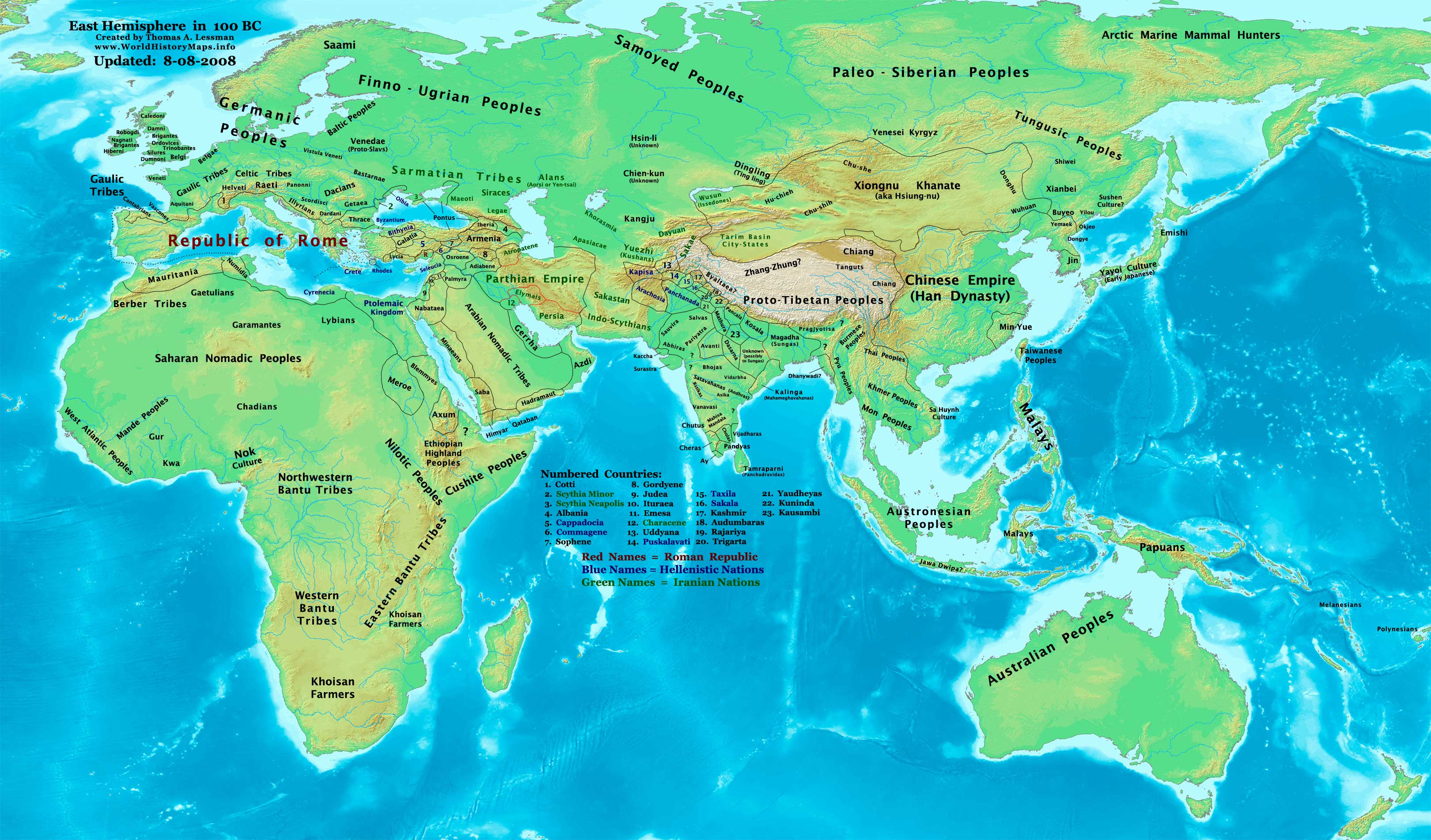
Świat ok. roku 100 p.n.e.

## Wydarzenia w Europie
- ok. 100 p.n.e.
  - w celtyckiej Galii powstały pierwsze państwa
  - nowe elementy w architekturze: łuk triumfalny, budowla kopułowa
  - zanik kultury celtyckiej na ziemiach polskich
  - pierwsze ślady używania żaren
- 100 p.n.e.
  - Mariusz wybrany po raz szósty konsulem Rzymu
  - Apollonios i Tauriskos z Tralles stworzyli marmurową grupę rzeźb – Byka Farnezyjskiego
- 91 p.n.e. – trybunem ludowym Rzymu został Marek Liwiusz Druzus
- 91-88 p.n.e. – wojny Rzymu z italskimi sprzymierzeńcami
- 86 p.n.e. – Sulla zdobył Ateny
- 83 p.n.e. – zniszczenie świątyni w Delfach
- 82 p.n.e. – początek dyktatury Sulli
- ok. 80 p.n.e. – Cyceron popularyzował filozofię grecką
- 73-71 p.n.e. – powstanie Spartakusa w Alalii
- 70 p.n.e.
  - Germanie pod wodzą Ariowista najechali Galię
  - konsulowie Pompejusz i Marek Krassus wydali ustawę o przywróceniu władzy trybunów ludowych, urząd cenzorów i przywróceniu ekwitów do sprawowania sądów
- 67 p.n.e. – Pompejuszowi powierzono na 3 lata najwyższe dowództwo na wybrzeżach dla zwalczania korsarstwa na morzu
- 63-62 p.n.e. – sprzysiężenie Katyliny
- 63 p.n.e. – Juliusz Cezar objął urząd najwyższego kapłana
- 60 p.n.e. – z Hispanii powrócił Juliusz Cezar, wraz z Pompejuszem i Markiem Krassusem utworzyli pierwszy triumwirat
- 59 p.n.e.
  - Juliusz Cezar został, przy poparciu 2 pozostałych triumwirów (Pompejusza i Marka Krassusa), konsulem
  - pierwsza znana gazeta codzienna Acta Diurna – Wydarzenia Dnia (Rzym)
- 58-50 p.n.e. – Juliusz Cezar, pomimo oporu plemion celtyckich i germańskich, podbił Galię i najechał Brytanię
- 57 p.n.e. – Bitwa nad rzeką Aisne (zwycięstwo Rzymian nad Galami)
- 55 p.n.e.
  - Cezar dokonał inwazji Brytanii
  - Pompejusz zbudował pierwszy teatr (drewniany) w Rzymie
- 52-51 p.n.e. – powstanie Wercyngetoryksa
- 51 p.n.e. – Cezar opublikował książkę O wojnie galijskiej
- 49 p.n.e. 10 stycznia – Cezar przekroczył Rubikon
- 48 p.n.e. – Cezar zwyciężył Pompejusza w wojnie domowej
- 46 p.n.e.
  - zwycięstwo Cezara pod Tapsus
  - utworzono rzymską prowincję Africa Nova
  - wprowadzenie przez Cezara nowego kalendarza (kalendarz juliański)
- 45 p.n.e. – teatr Pompejusza – pierwszy teatr kamienny w Rzymie
- 44 p.n.e.
  - 15 marca – zamordowanie Cezara przez zwolenników republiki i przywrócenie władzy senatowi
  - Oktawian August, Marek Antoniusz i Marek Lepidus utworzyli drugi triumwirat
- 43 p.n.e. – pierwsza świątynia z marmuru w Rzymie
- 42 p.n.e. – zwycięstwo triumwirów nad armią republikańską w bitwie pod Flilippi (Macedonia)
- 36 p.n.e.
  - zwycięstwo Oktawiana Augusta nad Sekstusem Pompejuszem pod Mylae
  - pozbawienie władzy Marka Lepidusa
- 31 p.n.e. – bitwa pod Akcjum między Oktawianem Augustem i Markiem Antoniuszem
- 30-19 p.n.e. – Wergiliusz napisał Eneidę
- ok. 30 p.n.e. – Marek Agrypa stworzył mapę imperium rzymskiego
- 29 p.n.e. – dedykacja świątyni Boskiego Gajusza Juliusza Cezara
- 27-14 p.n.e. – Oktawian August został pierwszym cesarzem rzymskim
- 24-20 p.n.e. – Oktawian August rozpoczął rozdawanie egipskiego zboża rzymskiej biedocie
- 16 p.n.e. – Rzymianie zajęli Noricum
- 15 p.n.e. – wojska rzymskie doszły do Dunaju (miasto Wiedeń stało się rzymskim posterunkiem granicznym)

## Wydarzenia w Azji
- około 100 p.n.e.
  - Ktezyfon został stolicą Partii
  - Sakowie rozpoczęli ataki na Indie
- 96 p.n.e. – ustalenie granicy rzymsko-partyjskiej na Eufracie
- 95 p.n.e. – początek panowania Tigranesa II Wielkiego (wzrost potęgi Armenii)
- około 94 p.n.e. – w północno-zachodnich Indiach powstało państwo Śaków (Scytów)
- 88-66 p.n.e. – Mitrydates VI Eupator z Pontu prowadził z Rzymem trzy wojny o wyzwolenie Grecji (zobacz: Wojny Rzymu z Mitrydatesem)
- 74 p.n.e. – hellenistyczne królestwo Bitynii stało się prowincją rzymską
- 69 p.n.e. – początek podboju Armenii przez Lukullusa i Pompejusza
- 66 p.n.e. – wyprawa Pompejusza na Wschód
- 64 p.n.e. – zwycięstwa Pompejusza kładą kres królestwu Seleucydów, Fenicja stała się częścią rzymskiej prowincji Syria
- 54 p.n.e. – wyprawa Krassusa przeciwko Partom
- 53 p.n.e. – Partowie rozgromili rzymskie legiony pod Carrhae
- około 50 p.n.e.
  - w niezajętej przez Chiny części Korei powstały małe niezależne królestwa
  - w Fenicji wynaleziono metodę wydmuchiwania szkła
- 40 p.n.e.-37 p.n.e. – panowanie Antygona II Matatiasza w Judei
- 38 p.n.e. – wyprawa Marka Antoniusza przeciwko Partom
- 37 p.n.e.-4 p.n.e. – panowanie Heroda I Wielkiego w Judei
- 30 p.n.e. – Egipt prowincją rzymską
- 27 p.n.e. – utworzenie prowincji rzymskiej Achai
- 9 p.n.e. – Herod Wielki wybudował wielki port Caesarea Maritima (sztuczny falochron o długości 60 m, Izrael)

## Wydarzenia w Afryce
- około 100 p.n.e. – koczownicy saharyjscy zaczęli posługiwać się wielbłądami
- 47 p.n.e. – wielki pożar Biblioteki Aleksandryjskiej
- 46 p.n.e. – Numidia znalazła się pod władzą Rzymu
- 31 p.n.e. – bitwa pod Akcjum, po śmierci Kleopatry Egipt stał się rzymską prowincją
- przed 1 p.n.e. – pastersko-koczowniczy tryb życia rozpowszechnił się na południu Afryki

## Wydarzenia w Ameryce
- 100 p.n.e.
  - powstało państwo Moche w Peru
  - początek szczytowego okresu rozwoju miasta Teotihuacán w Meksyku
- 31 p.n.e. – powstały najstarsze znane kalendarze w Ameryce Środkowej
- około 1 p.n.e. – migracja ludów rolniczych na Karaiby

## Więcej wydarzeń w artykułach dotyczących poszczególnych lat
100 p.n.e. 99 p.n.e. 98 p.n.e. 97 p.n.e. 96 p.n.e. 95 p.n.e. 94 p.n.e. 93 p.n.e. 92 p.n.e. 91 p.n.e.
90 p.n.e. 89 p.n.e. 88 p.n.e. 87 p.n.e. 86 p.n.e. 85 p.n.e. 84 p.n.e. 83 p.n.e. 82 p.n.e. 81 p.n.e.
80 p.n.e. 79 p.n.e. 78 p.n.e. 77 p.n.e. 76 p.n.e. 75 p.n.e. 74 p.n.e. 73 p.n.e. 72 p.n.e. 71 p.n.e.
70 p.n.e. 69 p.n.e. 68 p.n.e. 67 p.n.e. 66 p.n.e. 65 p.n.e. 64 p.n.e. 63 p.n.e. 62 p.n.e. 61 p.n.e.
60 p.n.e. 59 p.n.e. 58 p.n.e. 57 p.n.e. 56 p.n.e. 55 p.n.e. 54 p.n.e. 53 p.n.e. 52 p.n.e. 51 p.n.e.
50 p.n.e. 49 p.n.e. 48 p.n.e. 47 p.n.e. 46 p.n.e. 45 p.n.e. 44 p.n.e. 43 p.n.e. 42 p.n.e. 41 p.n.e.
40 p.n.e. 39 p.n.e. 38 p.n.e. 37 p.n.e. 36 p.n.e. 35 p.n.e. 34 p.n.e. 33 p.n.e. 32 p.n.e. 31 p.n.e.
30 p.n.e. 29 p.n.e. 28 p.n.e. 27 p.n.e. 26 p.n.e. 25 p.n.e. 24 p.n.e. 23 p.n.e. 22 p.n.e. 21 p.n.e.
20 p.n.e. 19 p.n.e. 18 p.n.e. 17 p.n.e. 16 p.n.e. 15 p.n.e. 14 p.n.e. 13 p.n.e. 12 p.n.e. 11 p.n.e.
10 p.n.e. 9 p.n.e. 8 p.n.e. 7 p.n.e. 6 p.n.e. 5 p.n.e. 4 p.n.e. 3 p.n.e. 2 p.n.e. 1 p.n.e.